# Дорухув
Дорухув (пол. Doruchów, нім. Durochow) — село в Польщі, у гміні Дорухув Остшешовського повіту Великопольського воєводства.
Населення — 1935 осіб (2011).

## Демографія
Демографічна структура станом на 31 березня 2011 року:
|          | Загалом | Допрацездатний вік | Працездатний вік | Постпрацездатний вік |
| -------- | ------- | ------------------ | ---------------- | -------------------- |
| Чоловіки | 946     | 237                | 650              | 59                   |
| Жінки    | 989     | 225                | 610              | 154                  |
| Разом    | 1935    | 462                | 1260             | 213                  |